# Fort Wehgast

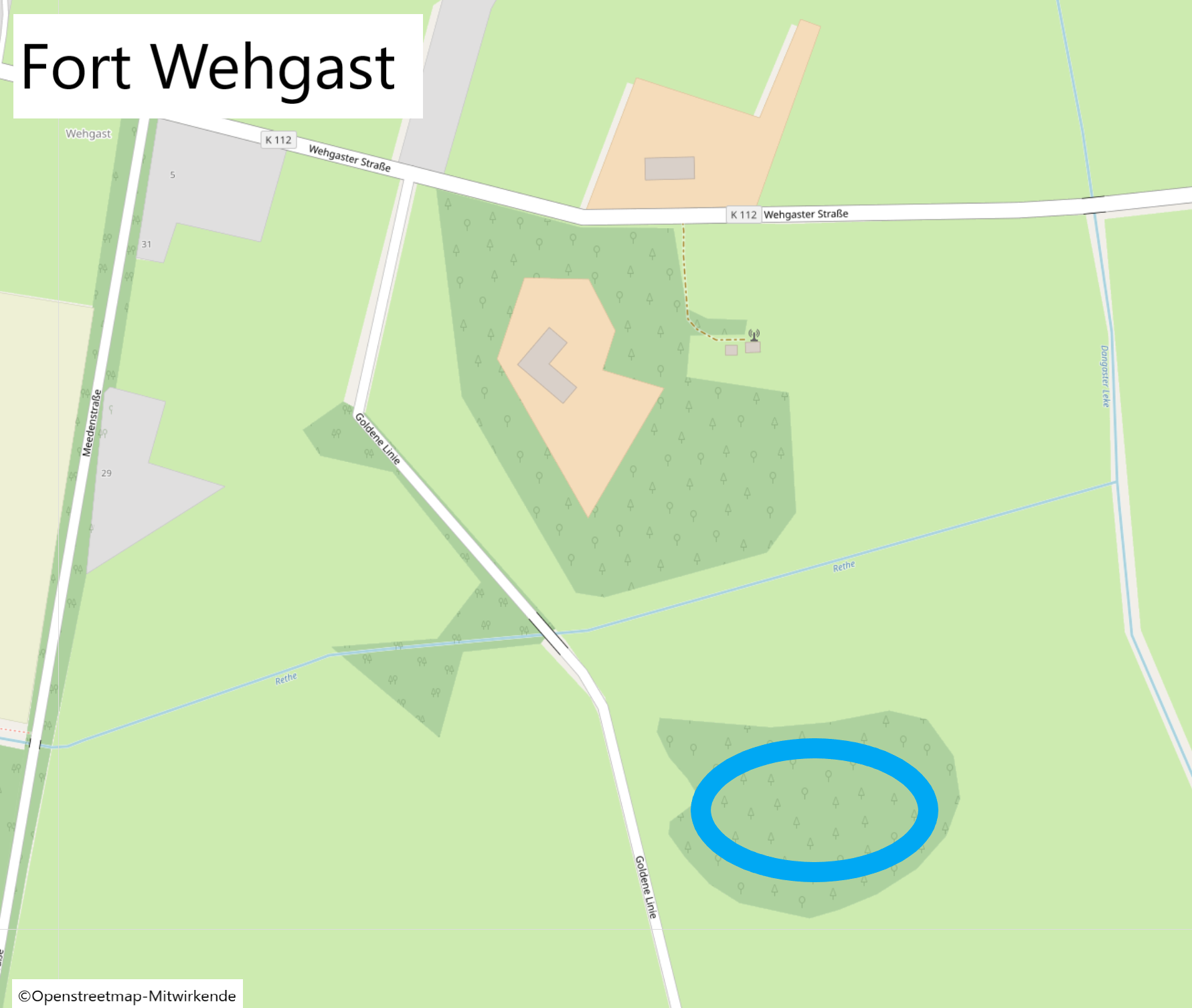
Ungefährer Umriss des Fort Wehgast

Das Fort Wehgast war eine Befestigungsanlage zum Schutz des Kriegshafens Wilhelmshaven.

## Lage und Aufbau

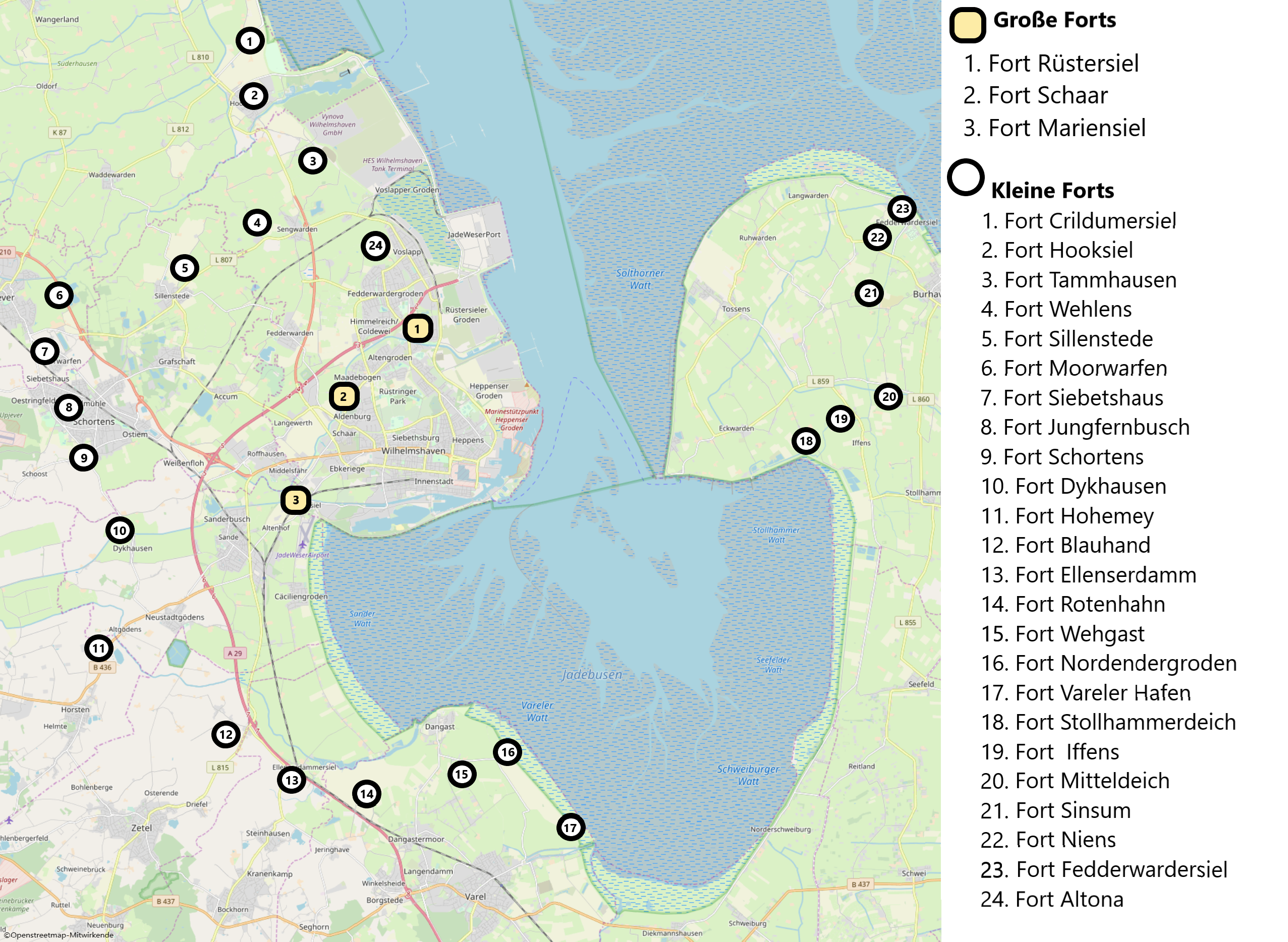
Position der Forts zum Schutz Wilhelmshavens

Das Fort Wehgast befindet sich 300 Meter südlich von Wehgast, das seinerseits zwischen Dangast und Moorhausen liegt. Es wurde als geschlossene Lünette errichtet. Die Anlage war für zwei Züge Infanterie (~80 Mann) ausgelegt. Die Anlage hat ein Ausmaß von 200 Metern Länge und 120 Metern Breite. Der Zugang zur Anlage erfolgte von Norden. Der Wassergraben existiert nur noch teilweise.

## Geschichte
Die Anlage wurde vor dem Ersten Weltkrieg angelegt und im Zweiten Weltkrieg als Marinefunkstelle reaktiviert. Im Ersten Weltkrieg befanden sich vier Batterien nördlich des Forts: die Batterie Dangast-West, die Batterie Dangast-Ost, die Batterie Dangast-Schule und die Batterie Wehgast. Alle Batterien waren als Erdstellung realisiert. Die Marinefunkstelle war in den Bunkern des Infanteriewerks untergebracht. Sie bestand aus Unterkünften und einer Küche. Drei Sendemasten waren aufgestellt. Zu den Deutschen U-Booten wurde über die Befehlsstelle Nord in Sengwarden Kontakt gehalten. Außerdem bestand Kontakt nach Bakel bei Grafschaft und Fort Altona. Die Anlage wurde in der Nachkriegszeit gesprengt. Heute ist das Gelände bewaldet.